# Campylostachys
Campylostachys é um género botânico pertencente à família Stilbaceae.

## Nome e referências
Campylostachys Kunth